# Bir-el Harmat

Bir-el Harmat est un point dans le désert de Libye, près duquel une compagnie de 400 volontaires de la brigade juive sioniste aurait soutenu courageusement et efficacement, mais au prix de pertes considérables, un siège devant des troupes germano-italiennes beaucoup mieux armées, pour barrer la route à une offensive de contournement des forces de Rommel.

## Historique
Selon François Milles, auteur de Des juifs dans le Désert, parallèlement au siège de Bir Hakeim, et un peu plus au nord, un point d'appui complémentaire tenu par une compagnie de 400 volontaires de la Brigade juive sioniste soutint un siège comparable, mais à plus petite échelle, et avec beaucoup moins de moyens que la Brigade française libre. Cette compagnie de Génie, sous les ordres du major Liebmann, avait été déposée en mai 1941 en plein désert de Libye, sans armes lourdes ni moyens de DCA, afin d'y installer des champs de mines destinés à barrer la route à toute offensive de contournement des forces de Rommel.
Cette position, située au sud de Bir-El-Harmat, à une dizaine de kilomètres au nord-nord-est de Bir Hakeim, reçut le 2 juin la visite d’une colonne blindée allemande, dont un officier, venu en parlementaire, invita l’unité juive à se rendre. Le commandant Liebmann rejeta l’ultimatum. 
Quelques heures plus tard, un premier raid de Stukas vint bombarder sa compagnie. Elle subit de nombreuses pertes, sans autre réplique possible que celle de ses armes légères. 
Les deux jours suivants, la position fut attaquée par les chars de la division italienne Ariete, la même qui s’en était prise sans succès, cinq jours plus tôt, à la défense de Bir Hakeim. Plusieurs des blindés italiens lancés à l’assaut du dispositif furent mis hors d’état de nuire par les barrages de mines. Quant aux blindés parvenus au centre du dispositif, ils subirent les attaques des volontaires juifs armés, faute de mieux, de « cocktails Molotov », et plusieurs d'entre eux furent ainsi détruits. 
Après deux jours de cette résistance déterminée et inattendue, les Germano-italiens revinrent aux attaques aériennes beaucoup moins risquées pour eux, et la position fut pilonnée sans trêve au cours des quatre journées suivantes. Privés d’eau par la destruction de leur puits, environnés de poussière, les défenseurs ne cédèrent pas et tinrent les jours suivants, jusqu’à la réception de l’ordre de repli de la 8e armée, qu'ils reçurent le 10 juin, comme les défenseurs de Bir Hakeim.
La compagnie juive avait perdu les trois quarts de ses effectifs, mais elle avait contribué, au côté des Français libres, à retarder de 10 jours l’offensive de contournement de Rommel en direction de Suez.
Le major Liebmann et sa centaine de survivants abandonnèrent leur position le même jour que les Français libres et réussirent à rejoindre, pendant la nuit les mêmes points de rassemblement. 
Si bien qu’au matin du 11 juin, le général Kœnig eut la surprise de rencontrer, dans un état identique à celui de ses hommes, ces frères d’armes dont il ignorait la présence. Interrogé en anglais par Kœnig, le major Liebmann répondit dans un français impeccable que ses hommes et lui-même étaient des combattants du Foyer national juif, bien que ne se battant pas sous leur propre drapeau, interdit par le règlement anglais. Kœnig ordonna alors à ces frères d'armes de déployer leur fanion à l’étoile de David, et le fit saluer par tous les officiers français libres qui l’entouraient.  
Toutefois ce récit de François Milles n'est pas corroboré, en ce qui concerne cette rencontre dans le désert, par le livre de Kœnig sur Bir Hakeim.
Thierry Nolin dans son livre "La haganah" rapporte un récit similaire mais situe la bataille à Méchili où les troupes du commandant Félix Liebman résistèrent durant tout le mois de juin aux troupes allemandes et italienne. Les Forces Françaises Libres vinrent à leur secours de Bir-Hakeim le 2 juillet. En arrivant, le général Koenig qui menait les troupes françaises, fit flotter la bannière étoilée sur sa jeep à côté du drapeau tricolore et demanda à ses troupes de le saluer pour rendre hommage à la résistance et au courage de la brigade du commandant Liebman.